# Espiròidies
Les espiròidies (Spiraeoideae) són una subfamília de plantes amb flors dins la família de les rosàcies. La majoria són espècies arbustives, però algunes són herbàcies i hi ha arbres en la subtribu Pyrinae i en la tribu Amygdaleae). La majoria de les espècies presenten fulles simples, però els gèneres Aruncus, Sorbaria (i Sorbus en la subtribu Pyrinae) tenen fulles compostes pinnades. Hi ha pocs carpels (1, o normalment 2-5). La majoria de gèneres dins Spiraeoideae produeixen flors amb carpels diferenciats. Actualment s'ha demostrat que els Maloideae amb fruit en pom i la subfamília Prunoideae/Amygdaloideae amb fruits en drupa podrien ser inclosos en les espiròidies, com la subtribu Pyrinae i la tribu Amygdaleae respectivament.

## Taxonomia
La taxonomia d'aquesta subfamília ha sofert canvis al llarg dels anys. Hi ha hagut canvis per anàlisis moleculars.
Una classificació tradicional
posa aquests gèneres en la subfamília Spiraeoideae:
- Aruncus
- Eriogynia
- Euphronia
- Exochorda
- Gillenia
- Holodiscus
- Kageneckia
- Lindleya
- Neillia
- Physocarpus
- Quillaja
- Sibiraea
- Spiraea
- Spiraeanthus
- Sorbaria
- Stephanandra
- Vauquelinia

Una classificació recent posa els següents gèneres dina la subfamília:
- Adenostoma
- Amelanchier
- Aria Sorbus
- Aronia
- Aruncus
- Chaenomeles
- Chamaebatiaria
- Chamaemeles
- Chamaemespilus aquí considerat un subgènere de Sorbus
- Coleogyne
- Cormus aquí considerat un subgènere de Sorbus
- Cotoneaster
- Crataegus
- Cydonia
- Dichotomanthes
- Docynia
- Docyniopsis
- Eriobotrya
- Eriolobus
- Exochorda
- Gillenia
- Hesperomeles
- Heteromeles
- Holodiscus
- Kageneckia
- Kelseya
- Kerria
- Lindleya
- Luetkea
- Lyonothamnus
- Malacomeles
- Malus
- Mespilus
- Neillia
- Neviusia
- Oemleria
- Osteomeles
- Peraphyllum
- Petrophyton
- Photinia
- Physocarpus
- Prinsepia
- Prunus
- Pseudocydonia
- Pyracantha
- Pyrus
- Rhaphiolepis
- Rhodotypos
- Sibiraea
- Sorbaria
- Sorbus
- Spiraea
- Spiraeanthus
- Stranvaesia
- Torminalis aquí considerat com Sorbus subgènere Torminaria
- Vauquelinia
- Xerospiraea